# Olga Selesnjowa
Olga Selesnjowa (russisch Ольга Селезнёва; * 7. Juni 1975 in Qostanai) ist eine ehemalige kasachische Skilangläuferin und Biathletin.
Olga Selesnjowa war auf nationaler Ebene auch als Schwimmerin und Turnerin aktiv. Zunächst bestritt sie Skilanglauf. Dort gab sie 1996 in einem FIS-Rennen in Yabuli ihr internationales Debüt. Ein Jahr später folgten zunächst weitere Rennen in Norwegen im unterklassigen Skilanglauf-Continental-Cup, bevor die Kasachin in Trondheim im Rahmen der Nordischen Skiweltmeisterschaften ihre ersten internationalen Meisterschaften bestritt. Über 5 Kilometer Klassisch wurde sie 57., belegte im Verfolgungsrennen Rang 55. und kam über 30 Kilometer Klassisch auf Platz 48. Nach den WM folgte in Falun auch das Debüt im Skilanglauf-Weltcup. Weder in ihrem ersten Rennen über 5 Kilometer Freistil als 74. noch in den folgenden vier Weltcuprennen kam sie in die Punkteränge, bestes Resultat wurde ein 57. Platz über 30 Kilometer Freistil in Oslo. Höhepunkt der Karriere wurde die Teilnahme an den Olympischen Winterspielen 1998 in Nagano. Selesnjowa wurde über 5 Kilometer Klassisch 66., in der Verfolgung 63. und über 30 Kilometer Freistil 52. Bis 2001 folgten nach den Spielen nur noch Einsätze in unterklassigen Rennen.
Zur Saison 2004/05 wechselte Selesnjowa zum Biathlonsport. Ihr internationales Debüt gab sie im Rahmen der Biathlon-Europameisterschaften 2005 in Nowosibirsk, wo sie 15. des Einzels, 18. des Sprints und 20. des Verfolgungsrennens wurde. Zum Karriereabschluss wurden die Biathlon-Weltmeisterschaften 2005 in Hochfilzen. Die Kasachin wurde 76. des Einzels, 83. des Sprints und an der Seite von Jelena Dubok, Tatjana Masunina und Anna Lebedewa 19. im Staffelrennen.

## Weltcupstatistik
Die Tabelle zeigt alle Platzierungen (je nach Austragungsjahr einschließlich Olympische Spiele und Weltmeisterschaften).
- 1.–3. Platz: Anzahl der Podiumsplatzierungen
- Top 10: Anzahl der Platzierungen unter den ersten zehn (einschließlich Podium)
- Punkteränge: Anzahl der Platzierungen innerhalb der Punkteränge (einschließlich Podium und Top 10)
- Starts: Anzahl gelaufener Rennen in der jeweiligen Disziplin

| Platzierung         | Einzel | Sprint | Verfolgung | Massenstart | Staffel | Gesamt |
| ------------------- | ------ | ------ | ---------- | ----------- | ------- | ------ |
| 1. Platz            |        |        |            |             |         |        |
| 2. Platz            |        |        |            |             |         |        |
| 3. Platz            |        |        |            |             |         |        |
| Top 10              |        |        |            |             |         |        |
| Punkteränge         |        |        |            |             | 2       | 2      |
| Starts              | 1      | 2      |            |             | 2       | 5      |
| Stand: Karriereende |        |        |            |             |         |        |